# Eve Greene
Eve Greene (Chicago, 21 maggio 1906 – Laguna Hills, 15 luglio 1997) è stata una sceneggiatrice statunitense che ha lavorato dagli anni trenta agli anni cinquanta prima per il cinema e, in seguito, per la televisione.

## Biografia
Cresciuta a Champaign, studiò all'Università dell'Illinois. Si trasferì a Los Angeles dove trovò lavoro come segretaria alla MGM, allieva di Charles Brabin. In seguito, fu promossa a segretaria di edizione. Diceva che Zelda Sears l'aveva aiutata a imparare le basi del mestiere. Alla MGM, sotto la tutela della Sears, scrisse alcune sceneggiature per dei film che avevano come protagonista Marie Dressler prima di passare alla Paramount e, come free lance, a diversi altri studi hollywoodiani.

### Vita privata
Babette Greene, sorella di Eve, era segretaria esecutiva della Screen Writers Guild.

## Filmografia

### Cinema
- Prosperity, regia di Sam Wood (1932)
- Cuori in burrasca, regia di Mervyn LeRoy (1933)
- Beauty for Sale, regia di Richard Boleslavsky (1933)
- Day of Reckoning, regia di Charles Brabin (1933)
- You Can't Buy Everything, regia di Charles F. Riesner (1934)
- This Side of Heaven, regia di William K. Howard (1934)
- Il gatto e il violino (The Cat and the Fiddle), regia di William K. Howard (1934)
- L'agente n. 13 (Operator 13), regia di Richard Boleslavsky (1934)
- Tempesta sulle Ande (Storm Over the Andes), regia di W. Christy Cabanne (1935)
- Alas sobre El Chaco, regia di Christy Cabanne (1935)
- Lotta di spie (The Great Impersonation), regia di Alan Crosland (1935)
- Bionda avventuriera (Yours for the Asking), regia di Alexander Hall (1936)
- Her Husband Lies, regia di Edward Ludwig (1937)
- When Love Is Young, regia di Hal Mohr (1937)
- Artisti e modelle (Artists & Models), regia di Raoul Walsh (1937)
- Stolen Heaven, regia di Andrew L. Stone (1938)
- Little Accident, regia di Charles Lamont (1939)
- Moonlight in Hawaii, regia di Charles Lamont (1941)
- The Night of January 16th, regia di William Clemens (1941)
- Sweater Girl, regia di William Clemens (1942)
- Joan of Ozark, regia di Joseph Santley (1942)
- Strange Affair, regia di Alfred E. Green (1944)
- Perfido inganno (Born to Kill), regia di Robert Wise (1947)
- Uno sporco imbroglio (The Strange Affair), regia di David Greene (1968)